# Rafael Folch i Capdevila
Rafael Folch i Capdevila (Barcelona, 25 de novembre de 1881 — Barcelona, 15 d'octubre de 1961) fou un polític i escriptor català.
Va néixer al carrer Manso de Barcelona, fill de Rafael Folch i Parellada, natural de Barcelona, i de Concepció Capdevila i Boloix, natural de Sant Vicenç dels Horts. Es llicencià en dret, pertangué a la Unió Socialista de Catalunya i col·laborà al setmanari Justícia Social - Octubre. Dirigí la revista Vida Nova (1902-03). Publicà poesia i també obres de lingüística catalana.
Es va casar amb Maria Pi i Ferrer. Foren pares del metge Albert Folch i Pi, del bioquímic Jordi Folch i Pi, de l'editora Núria Folch i Pi, i de l'enginyer Frederic Folch i Pi.

## Obra

### Poesia
- Visions meves (1910)
- Poemes de la Guerra Gran (1921)

Poemes presentats als Jocs Florals de Barcelona
- Al llarg del camí (1914), 1r accèssit a la Flor Natural[5]
- El temple devastat (1916), premi de la Viola d'or i d'argent[6]

### Lingüística
- Vocabulari jurídic català (1934), premiat pel Col·legi d'Advocats
- 34 regles per escriure correctament la llengua catalana (1931), opuscle sovint reeditat
- Tots els verbs catalans (1953)
- Gramàtica popular de la llengua catalana (1953)